# Caamembeca gigantea
Caamembeca gigantea är en jungfrulinsväxtart som först beskrevs av Chod., och fick sitt nu gällande namn av J.F.B.Pastore. Caamembeca gigantea ingår i släktet Caamembeca och familjen jungfrulinsväxter. Inga underarter finns listade i Catalogue of Life.